# Art Stickney
William Arthur Stickney, detto Art (St. Louis, 25 maggio 1879 – St. Louis, 12 settembre 1944), è stato un golfista statunitense.

## Carriera
Stickney partecipò ai Giochi olimpici di Saint Louis 1904, dove vinse una medaglia d'argento nel torneo a squadre. Nella stessa Olimpiade, prese parte al torneo individuale, in cui fu sconfitto agli ottavi di finale da Harry Allen.
Era fratello di Stu Stickney, anch'egli golfista partecipante all'Olimpiade 1904.

## Palmarès
In carriera ha conseguito i seguenti risultati:
- Giochi olimpici

St. Louis 1904: una medaglia d'argento nel torneo a squadre.